# Priarius
Priarius († 378 bei Argentovaria/Oedenburg bei Biesheim) war Gaukönig der Lentienser, eines alamannischen Teilstamms. Sein Name wird uns von dem römischen Schriftsteller Ammianus Marcellinus überliefert.
Priarius wurde mit seinem Heer auf einem Feldzug ins Elsass in der Schlacht bei Argentovaria, dem heutigen Oedenburg-Biesheim bei Neuf-Brisach, von Truppen des römischen Kaisers Gratian unter den Offizieren Mallobaudes und Nannienus geschlagen und getötet. Weiteres ist über das Leben von Priarius nicht überliefert.

## Sekundärliteratur
- Dieter Geuenich: Geschichte der Alemannen (= Kohlhammer-Urban-Taschenbücher. Band 575). 2., überarbeitete Auflage. Kohlhammer, Stuttgart 2005, ISBN 3-17-018227-7.
- Dieter Geuenich: Lentienses. In: Reallexikon der Germanischen Altertumskunde (RGA). 2. Auflage. Band 18, Walter de Gruyter, Berlin/New York 2001, ISBN 3-11-016950-9, S. 266 f. (online).
- Moritz Schönfeld: Lentienses. In: Paulys Realencyclopädie der classischen Altertumswissenschaft (RE). Band XII,2, Stuttgart 1925, Sp. 1944 (Digitalisat).

| Personendaten    | Personendaten                           |
| ---------------- | --------------------------------------- |
| NAME             | Priarius                                |
| KURZBESCHREIBUNG | Gaukönig der Lentienser                 |
| GEBURTSDATUM     | 4. Jahrhundert                          |
| STERBEDATUM      | 378                                     |
| STERBEORT        | bei Argentovaria/Oedenburg bei Biesheim |